# Галл-Масти, Мэнди
Мэнди Галл-Масти (англ. Mandy Gull-Masty; род. 1980, Waswanipi, Квебек) — канадский политик, член Либеральной партии. Министр федеральных услуг, предоставляемых коренным народам (с 2025).

## Биография
Родилась в 1980 году в резервации Васванипи, окончила Университет Конкордия, получив две степени бакалавра — одну по политологии и вторую — по государственному управлению, связям с общественностью и политическому анализу. В 2014 году стала заместителем вождя Васванипи, в 2017 году — заместителем вождя Большого совета кри.
В 2021 году стала первой женщиной — великим вождём Большого совета правительства народа кри. В марте 2025 года ушла в отставку и выставила свою кандидатуру от Либеральной партии в округе Абитиби-Бэй-Джеймс-Нунавик-Эю и 28 апреля 2025 года победила на парламентских выборах.
13 мая 2025 года в ходе масштабных перестановок в правительстве Карни по итогам парламентских выборов получила портфель министра федеральных услуг, предоставляемых коренным народам, став первым представителем коренных народов Канады на этой должности.